# Falling Ice Glacier
Der Falling Ice Glacier ist ein Gletscher in der Teton Range im Grand-Teton-Nationalpark im Westen des US-Bundesstaates Wyoming. Der Gletscher liegt in einem Kar an der Ostseite des Mount Moran im Norden der Bergkette und ist aufgrund seiner Lage von weiten Teilen Jackson Holes aus leicht zu sehen. Der Gletscher ist einer von elf verbliebenen Gletschern der Teton Range und neben den Triple Glaciers und dem Skillet Glacier einer von fünf Gletschern auf dem Mount Moran. Der Gletscher entwässert sich in den Leigh Lake und über den String Lake und Jenny Lake in den Cottonwood Creek und später in den Snake River.

## Belege
1. ↑  Geonames: Falling Ice Glacier. Abgerufen am 24. Juni 2021.
2. 1 2  Naturalatlas: Falling Ice Glacier. Abgerufen am 24. Juni 2021 (englisch).
3. ↑  National Park Service: Glaciers & Glacial Features - Grand Teton National Park (U.S. National Park Service). Abgerufen am 24. Juni 2021 (englisch).